# Amieiro-vermelho
O amieiro-vermelho (Alnus rubra) é uma árvore caducifólia latifoliada nativa do oeste da América do Norte (Alasca, Yukon, Colúmbia Britânica, Washington, Oregon, Califórnia, Idaho e Montana).

## Descrição
A Alnus rubra é a maior espécie de amieiro da América do Norte e uma das maiores do mundo, atingindo alturas de 20 a 30 m. O amieiro-vermelho mais alto registrado oficialmente (em 1979) tem 32 m de altura e está localizado no condado de Clatsop, Oregon (EUA). Os troncos variam de 25 a 50 cm de diâmetro. A casca é mosqueada, cinza-pálida e lisa, frequentemente colonizada por líquens brancos e musgos. As folhas são ovadas, com 7 a 15 cm de comprimento, bordas serrilhadas de forma suave e uma ponta distinta; a margem foliar é revoluta, com a borda dobrada para baixo, uma característica diagnóstica que a distingue de outros amieiros. Em vez de ficarem amarelas no outono, as folhas escurecem e murcham antes de cair. As flores masculinas são amentos avermelhados pendentes, com 10 a 15 cm de comprimento, no início da primavera. As flores femininas ocorrem em grupos de 3 a 6 (8). Os amentos femininos são eretos durante a antese, mas pendentes fora desse período. Eles se desenvolvem em pequenos frutos secos ovais, lenhosos, semelhantes a pinhas, com 2 a 3 cm de comprimento. As sementes se desenvolvem entre as brácteas lenhosas das "pinhas" e são liberadas no final do outono e inverno. As sementes do amieiro-vermelho têm uma margem alada membranosa que permite dispersão a longa distância.
Os espécimes podem viver cerca de 60 anos antes de serem gravemente afetados pelo apodrecimento do tronco.

## Taxonomia
O nome deriva da cor vermelho-ferrugem brilhante que se desenvolve na casca machucada ou raspada.

## Distribuição
A Alnus rubra cresce do sudeste do Alasca até a costa central da Califórnia, quase sempre a cerca de 200 km da costa do Oceano Pacífico, exceto por uma extensão de 600 km para o interior, atravessando Washington e Oregon até o extremo norte de Montana. Pode ser encontrada desde o nível do mar até altitudes de 900 m.

## Ecologia
No sul do Alasca, oeste da Colúmbia Britânica e nas Cadeias Montanhosas da Costa do Pacífico do noroeste dos Estados Unidos, o amieiro-vermelho cresce em encostas frias e úmidas; no interior e no extremo sul de sua distribuição (Califórnia), ocorre principalmente nas margens de cursos d'água e áreas úmidas. É intolerante à sombra.
Em áreas florestais úmidas, a Alnus rubra cobre rapidamente áreas queimadas ou de corte raso, muitas vezes impedindo o estabelecimento de coníferas. É uma produtora prolífica de sementes, mas as sementes pequenas, dispersas pelo vento, requerem uma área aberta de solo mineral para germinar, sendo trilhas de derrapagem e áreas perturbadas por extração de madeira ou fogo ideais para germinação. Tais áreas podem abrigar de centenas de milhares a milhões de mudas por hectare no primeiro ano após a perturbação do terreno.
Ramos e brotos do amieiro são apenas medianamente consumidos pela fauna, mas cervídeos e veados-vermelhos consomem os ramos no outono e os brotos no inverno e na primavera. Castores ocasionalmente comem a casca, embora não seja uma espécie preferida. Algumas espécies de aves da família Fringillidae, como o pintarroxo-de-queixo-preto e o pintassilgo-pinheiro, consomem as sementes, assim como camundongos do gênero Peromyscus. Lagartas-de-tenda frequentemente se alimentam das folhas, mas as árvores geralmente se recuperam em um ano.
A árvore hospeda o actinomiceto fixador de nitrogênio Frankia em nódulos nas raízes. Essa associação permite que o amieiro cresça em solos pobres em nitrogênio, tornando a espécie um importante colonizador inicial de florestas perturbadas e áreas ribeirinhas. Essa característica de autofertilização permite que o amieiro-vermelho cresça rapidamente e seja eficaz na recuperação de terras perturbadas ou degradadas, como áreas de mineração. O amieiro-vermelho importado mostrou ser capaz de formar associações bem-sucedidas com linhagens de Frankia presentes no Reino Unido. As folhas do amieiro, caídas no outono, decompõem-se rapidamente, formando um húmus rico em nitrogênio, disponibilizando esse nutriente para outras espécies.

### Associados comuns
O amieiro-vermelho é associado a florestas de abeto-de-douglas, tsuga, abeto-gigante [en], tuia-gigante e Picea sitchensis.
Ao longo das margens de rios, é comumente associado a salgueiros (Salix spp.), Cornus sericea [en], Fraxinus latifolia [en] e Acer macrophyllum.
No sudeste de sua distribuição, é substituído pelo amieiro-branco [en] (Alnus rhombifolia), que é uma árvore de porte semelhante, mas difere por não ter margens foliares dobradas, ausência de lóbulos distintos e falta de asas membranosas nas margens das sementes. Em altas montanhas, é substituído pelo Alnus alnobetula [en], menor e mais arbustivo, e a leste da Cordilheira das Cascatas pelo Alnus incana.

## Usos

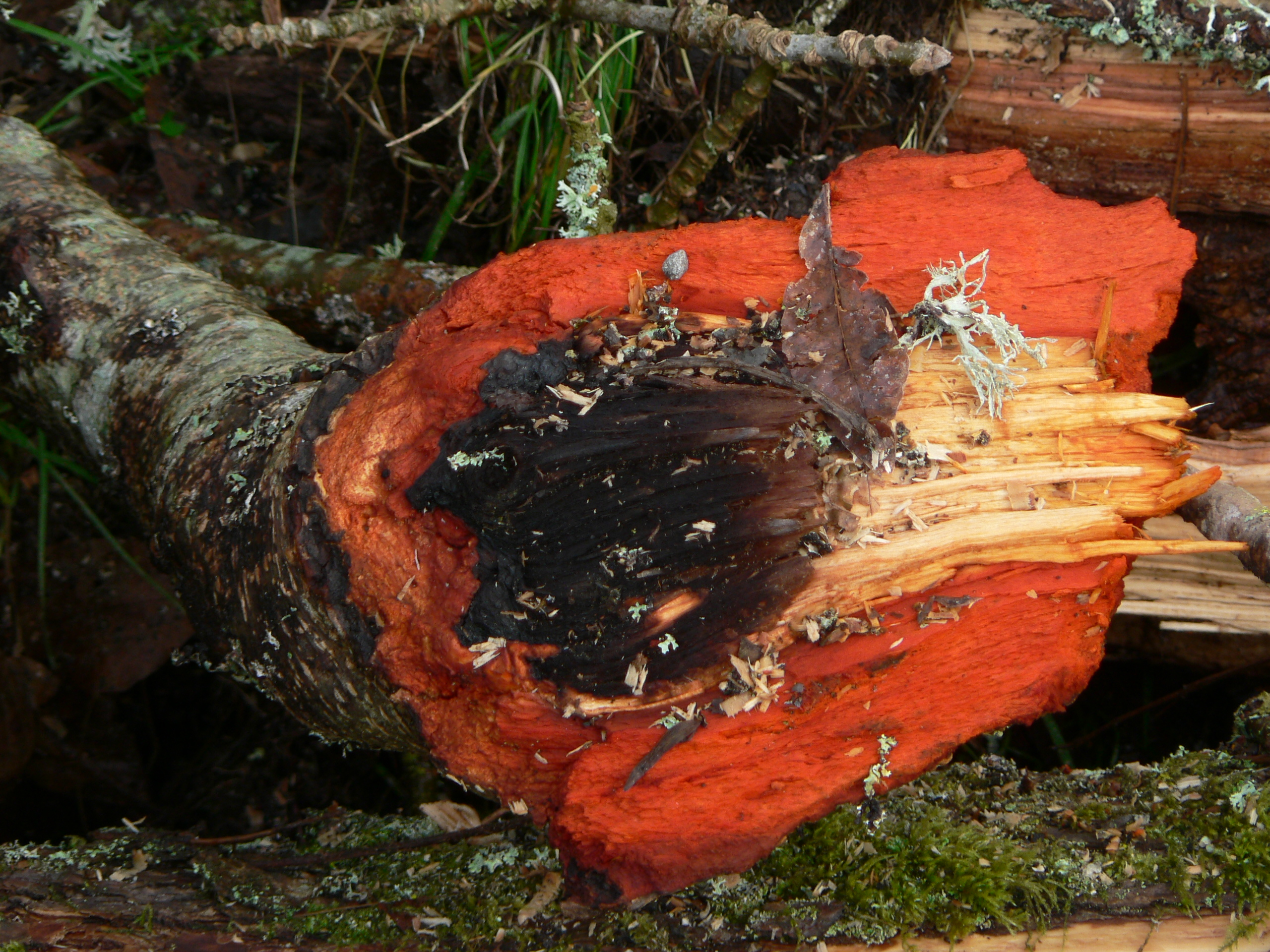
Ramo quebrado mostrando a casca vermelha desgastada

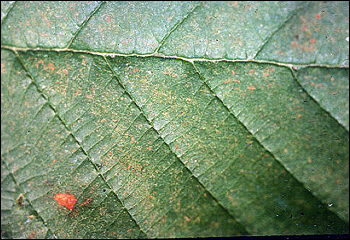
Descoloração típica das folhas causada por poluição por ozônio

### Como corante
Um corante avermelhado pode ser obtido a partir de uma decocção da casca, aparentemente devido ao tanino que contém, e foi usado por povos ameríndios para tingir redes de pesca, tornando-as menos visíveis sob a água.

### Medicina
Os povos ameríndios usavam a casca do amieiro-vermelho para tratar reações a sumagre-venenoso, picadas de insetos e irritações cutâneas. O povo Blackfoot usava uma infusão da casca para tratar distúrbios linfáticos e tuberculose. Estudos clínicos recentes confirmaram que o amieiro-vermelho contém betulina e lupeol, compostos eficazes contra diversos tumores.

### Restauração
Além de seu papel como fixador de nitrogênio, o amieiro-vermelho é ocasionalmente usado como uma cultura de rotação para desencorajar o patógeno de raízes de coníferas Coniferiporia weirii [en] (que causa podridão radicular).
A Alnus rubra é, por vezes, plantada como planta ornamental e prospera em vales, zonas ripárias ou margens de rios, em solos de textura leve e bem drenados. O amieiro-vermelho não se desenvolve bem em solos argilosos pesados e úmidos. Se plantado domesticamente, os amieiros devem ser mantidos afastados de tubos de drenagem, tubos de esgoto e linhas de água, pois as raízes podem invadir e entupir as tubulações.

### Marcenaria
A madeira do amieiro não é considerada durável para aplicações externas, mas, devido à sua facilidade de trabalho e acabamento, é cada vez mais usada em móveis e marcenaria. Por ser mais macia que outras madeiras nobres populares, como bordo, nogueira e freixo, o amieiro historicamente era considerado de baixo valor para madeira. No entanto, agora está se tornando uma alternativa popular entre as madeiras nobres, pois é economicamente viável em comparação com outras. No mundo da construção de instrumentos musicais, o amieiro-vermelho é valorizado para criação de guitarras e baixos elétricos por sua tonalidade equilibrada. É frequentemente usado por povos ameríndios para fazer máscaras, tigelas, cabos de ferramentas e outros pequenos itens.
A aparência da madeira do amieiro varia de branca a rosada e marrom clara, tem textura relativamente macia, grão mínimo e brilho médio. É fácil de trabalhar, adere bem à cola e aceita um bom acabamento.

### Defumação de peixes
Devido à sua fumaça oleosa, a A. rubra é a madeira preferida para defumar salmão.

### Como indicador ambiental
O amieiro-vermelho é frequentemente usado por cientistas como um organismo de biomonitoramento [en] para localizar áreas propensas à poluição por ozônio, pois as folhas reagem à presença de altos níveis de ozônio desenvolvendo descolorações vermelhas a marrons ou roxas.

### Silvicultura

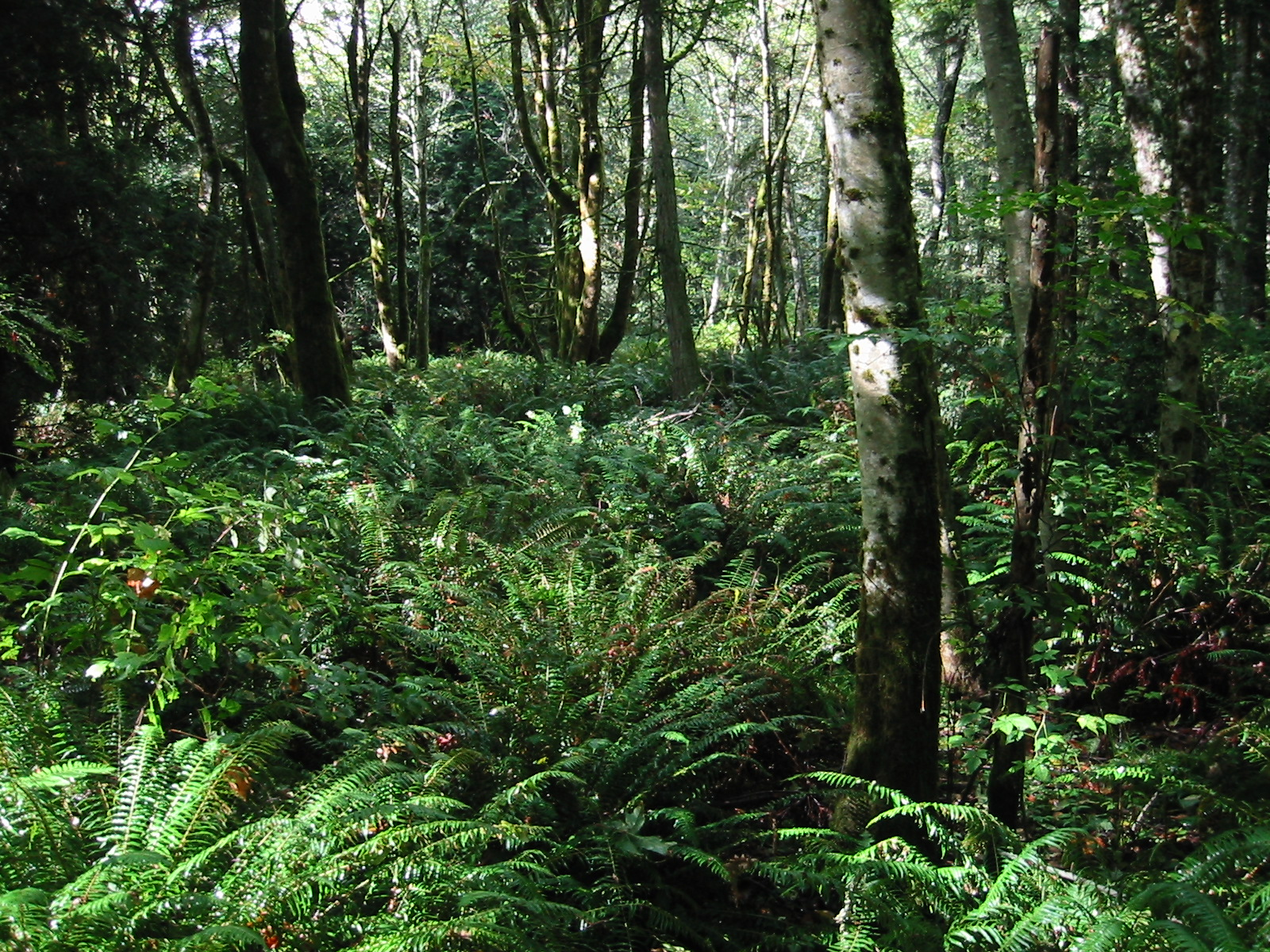
Floresta de amieiro-vermelho, tsuga e Acer macrophyllum

Com um estoque atual de cerca de 7,4 bilhões de m³, o amieiro-vermelho representa 60% do volume total de madeira nobre no noroeste do Pacífico, sendo, de longe, a madeira nobre mais valiosa em termos de diversidade de produtos, valor comercial e empregos na manufatura. O aumento do valor dos troncos de amieiro, combinado com uma melhor compreensão de seu papel ecológico, levou alguns gestores florestais a tolerar e, em alguns casos, manejar o amieiro.
Como uma "pioneira agressiva" capaz de colonizar rapidamente áreas em detrimento de espécies de coníferas mais valiosas, por muito tempo foi considerada uma erva daninha e negligenciada por seu potencial madeireiro. No entanto, programas de melhoramento para melhorar a forma do tronco e a qualidade da madeira estão agora em andamento.
Como a maior parte das terras florestais do noroeste é manejada para a produção de coníferas, mais de 80.000 hectares de terras florestais são pulverizados com herbicidas anualmente apenas em Oregon para controlar o amieiro-vermelho e outras espécies nobres concorrentes. O rápido crescimento inicial do amieiro-vermelho pode interferir no estabelecimento de plantações de coníferas. A pulverização de herbicidas sobre o amieiro-vermelho em grandes áreas costeiras de Oregon e Washington resultou em várias ações judiciais alegando que causou problemas de saúde, incluindo doenças congênitas e outros efeitos na saúde humana.
Além de adicionar nitrogênio ao solo, rotações de amieiro-vermelho são usadas para reduzir a podridão radicular laminada em florestas de abeto-de-douglas. Estandes de amieiro-vermelho como "estandes de suporte" também podem reduzir danos por gorgulhos em estandes de Picea sitchensis na Península Olímpica. O amieiro continua a atrair interesse, pois os valores dos troncos se aproximam e, muitas vezes, superam os do abeto-de-douglas. Esse interesse é limitado pela produtividade total do estande de amieiro-vermelho, que é significativamente menor que a do abeto-de-douglas e da tsuga.

## Galeria

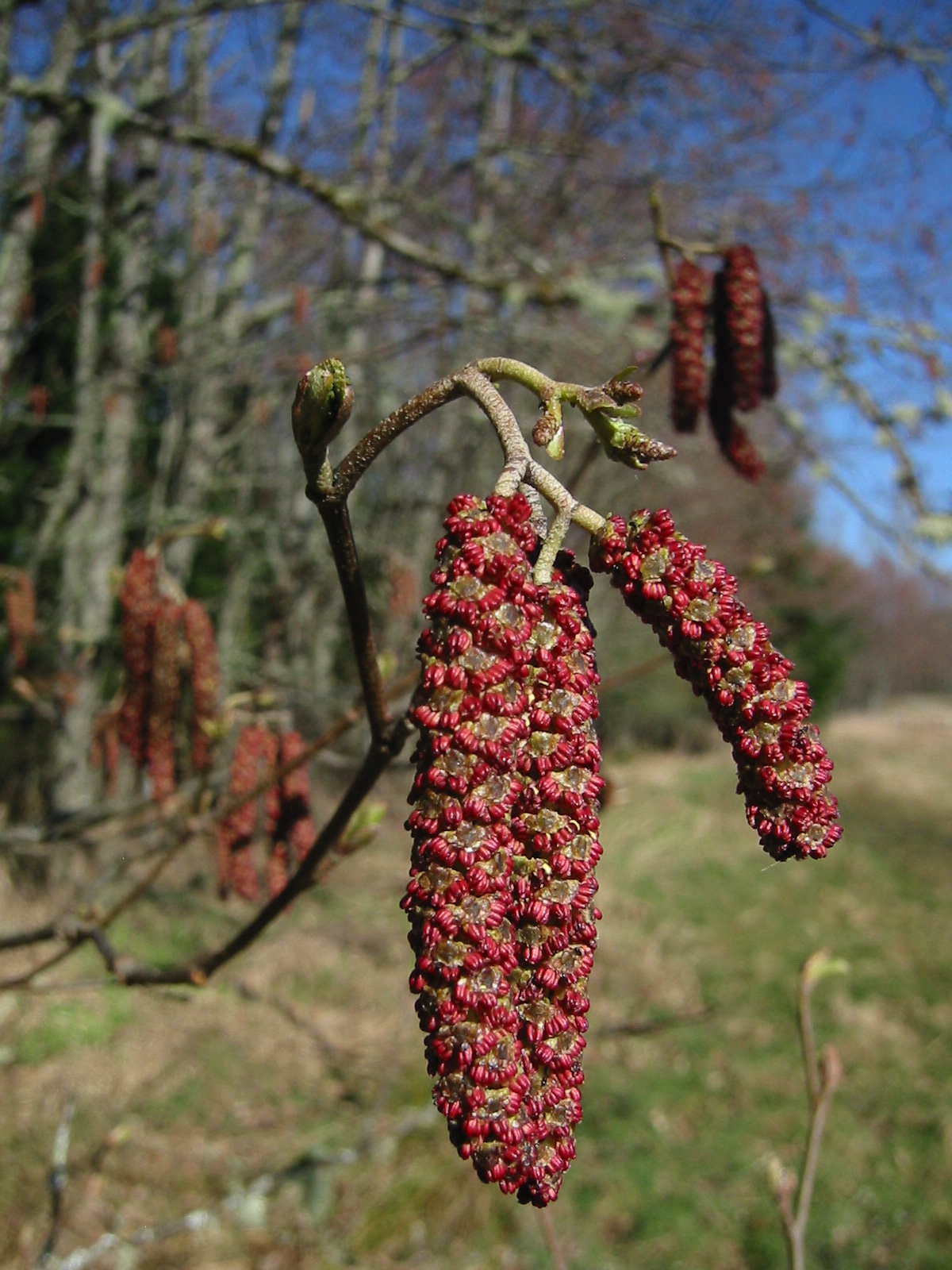
Amentos masculinos com pequenos amentos femininos acima
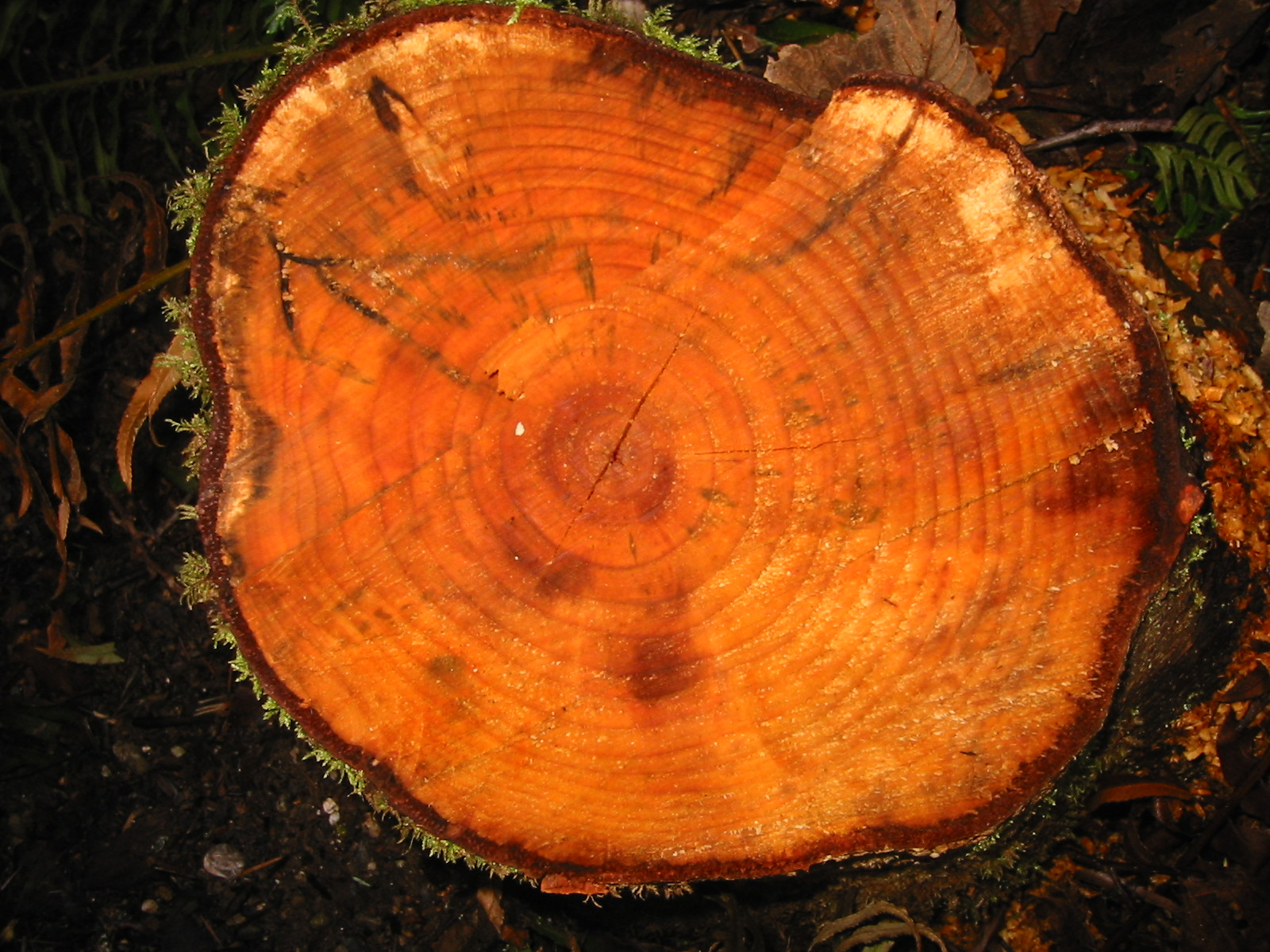
Toco
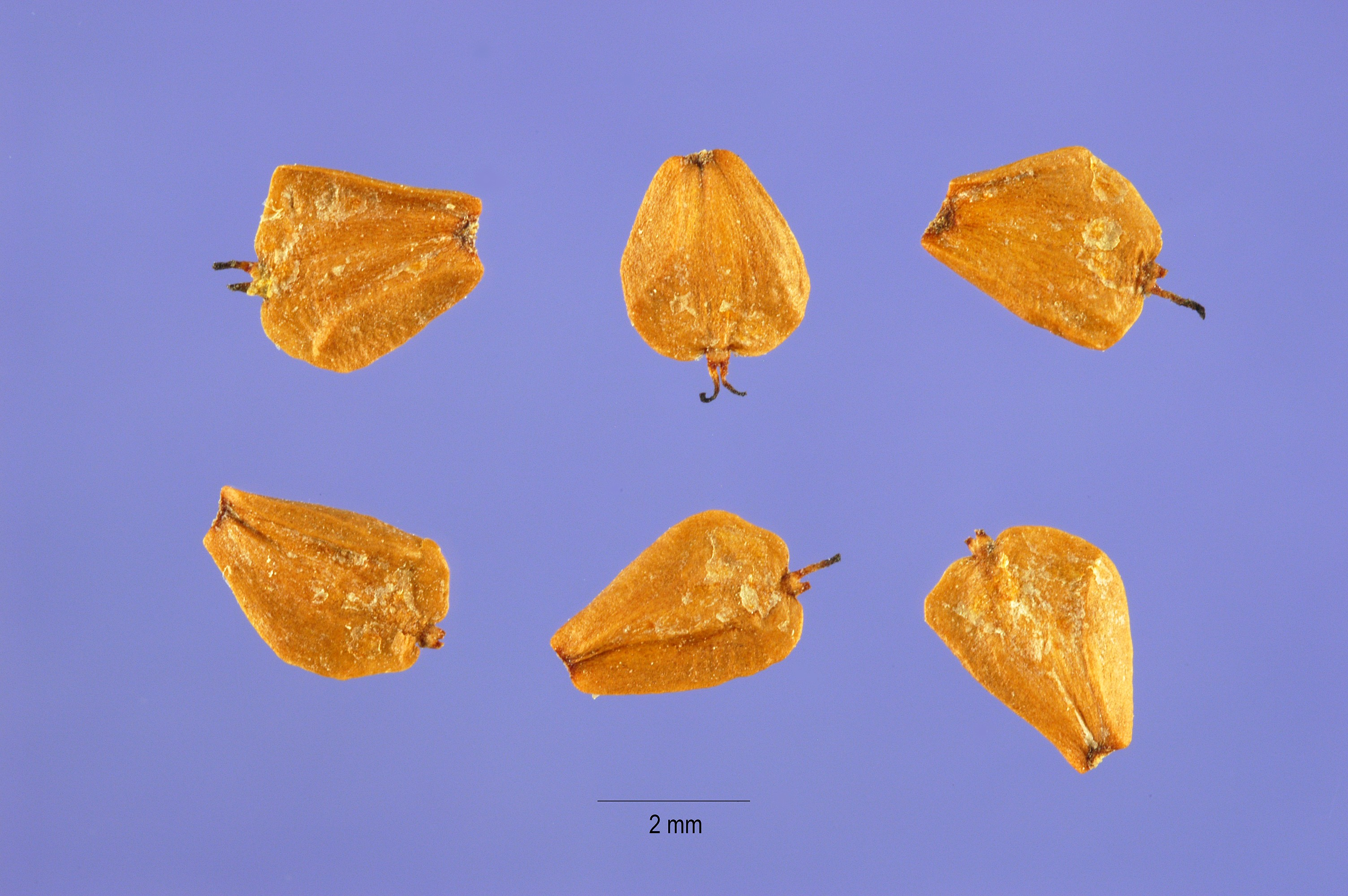
Sementes
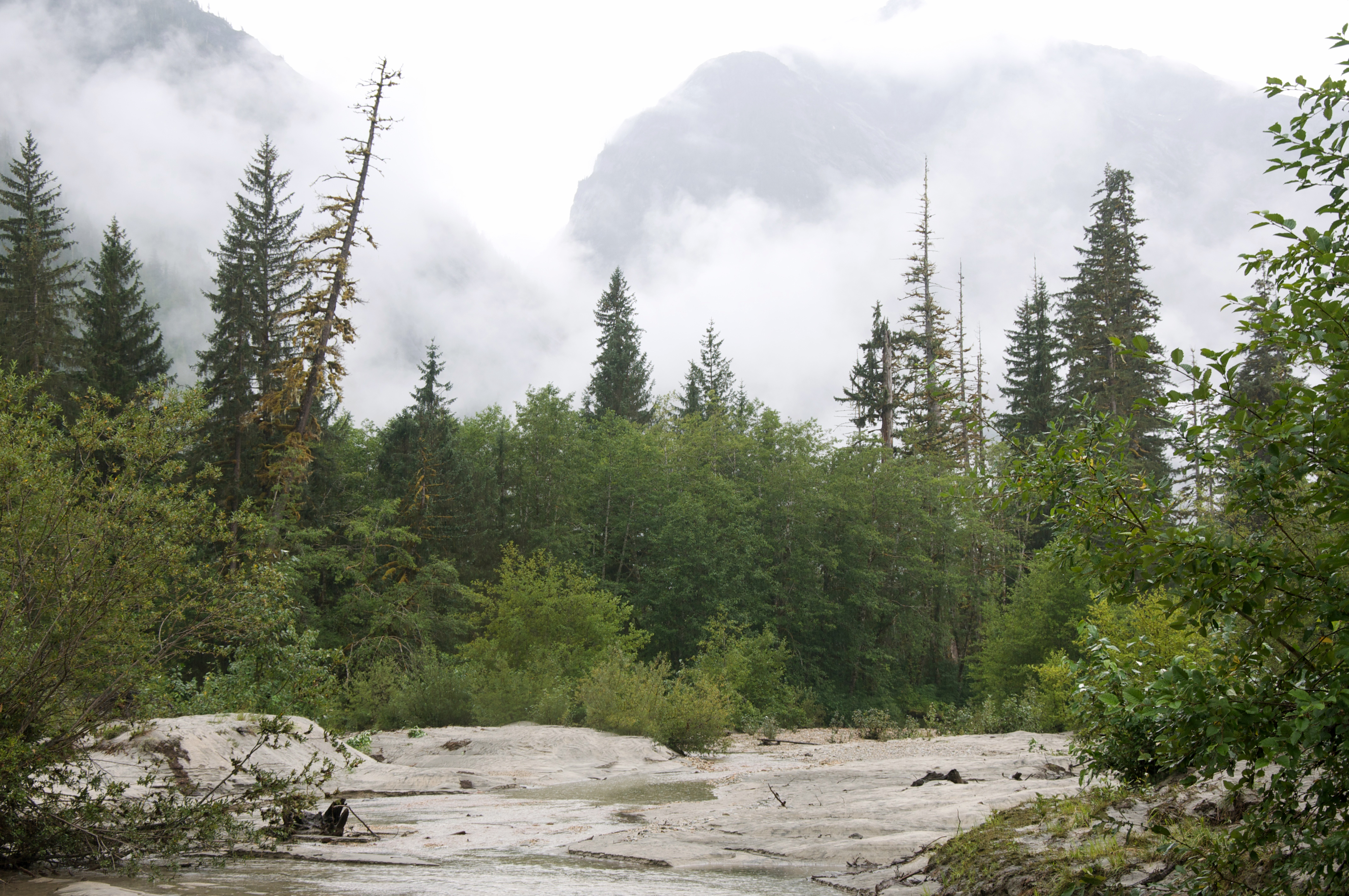
Habitat na Colúmbia Britânica
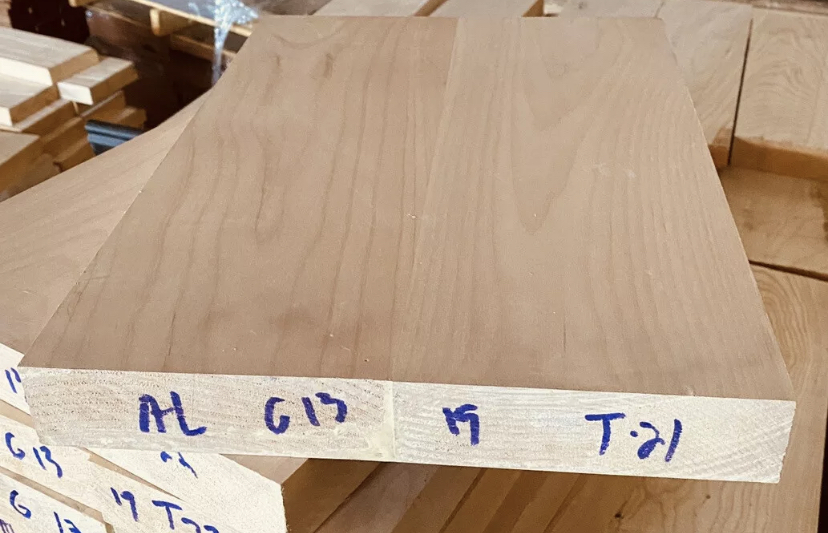
Na luteria